# John Tolan
John Victor Tolan, né le 16 avril 1959 à Milwaukee, est un universitaire et historien franco-américain spécialiste des contacts culturels et religieux entre mondes arabe et latin au Moyen Âge.

## Biographie

### Formation
Après des études à l'université Yale (BA en lettres classiques en 1981), il obtient son doctorat en histoire médiévale de l’université de Chicago (1990) avant d'obtenir son habilitation à diriger des recherches de l’École des hautes études en sciences sociales de Paris (2001). 

### Cursus universitaire
Professeur invité dans plusieurs universités d'Amérique du Nord, d'Europe et du Proche-Orient ; il est actuellement professeur d’histoire à l’université de Nantes et directeur d’un programme de recherche européen, « RELMIN : le statut légal des minorités religieuses dans l’espace euro-méditerranéen (Ve – XVe siècles) ». Il s’intéresse à l’histoire des réseaux complexes de relations, dans le monde méditerranéen médiéval, entre juifs, chrétiens et musulmans.
Membre de plusieurs sociétés savantes, directeur de la Maison des sciences de l'homme Ange-Guépin de Nantes et coordinateur de l'Institut du pluralisme religieux et de l'athéisme entre 2014 et 2019, il est membre élu de l'Academia Europaea depuis 2013 et responsable du programme européen « The European Qur’an », financé à hauteur de 9,8 millions d’euros par l’Union européenne. Ce programme a notamment pour objet d'étudier « l’influence du texte sacré de l’islam dans l’histoire européenne entre 1150 et 1850. »

### Apport à l'histoire du Moyen Âge
Ses livres sont au carrefour des problématiques contemporaines sur les rapports historiques des civilisations chrétienne et musulmane, ainsi que des relations entre l'Europe et l'islam. Son œuvre de médiéviste a renouvelé la compréhension du statut des minorités religieuses en Europe. L'approche anthropologique des racines culturelles et religieuses de l'Europe a été refondée dans une perspective pluraliste et pluridisciplinaire par ses recherches.
Il explique que la mentalité des chrétiens orientaux correspond à celle de colonisés, à la logique de la « culture de résistance » anticoloniale décrite par Edward Said : diaboliser la puissance « d’occupation » et discréditer ceux qui collaborent avec elle, recourir à la violence pour dramatiser l’opposition entre « nous » et « eux ». Sa recherche s'inscrit du point de vue occidental, analysant le regard chrétien sur l'islam plutôt que le contraire.

## Principales publications

### Ouvrages
- (en) Petrus Alfonsi and his Medieval Readers, Gainesville, University Press of Florida, 1993[12].
- Les Relations entre les pays d'Islam et le monde latin du milieu du Xe siècle au milieu du XIIIe siècle, Paris, Bréal, 2000.
- Les Sarrasins : l’Islam dans l’imaginaire européen au Moyen Âge, Paris, Aubier, 2003[13]; réed. Flammarion poche, 2006.
- Le Saint chez le sultan : la rencontre de François d’Assise et de l'islam. Huit siècles d'interprétations, Paris, Seuil, 2007[14].
- Sons of Ishmael: Muslims through European Eyes in the Middle Ages, Gainesville, University Press of Florida, 2008[15].
- L’Europe latine et le monde arabe au Moyen Âge : Cultures en conflit et en convergence, Rennes, Presses universitaires de Rennes, 2009[16].
- L’Europe et l’islam : quinze siècles d’histoire (Avec Henry Laurens et Gilles Veinstein), Paris, Éditions Odile Jacob, 2009[17].
- Mahomet l'Européen: Histoire des représentations du Prophète en Occident, Paris, Albin Michel, 2018[18],[19].
- Nouvelle Histoire de l'islam (VIIe siècle - XXIe siècle), Paris, Tallandier, 2022[20],[21].
- (en) England's Jews. Finance, Violence, and the Crown in the Thirteenth Century, Philadelphie, University of Pennsylvania Press, 2023[22].
- (en) Islam: A New History from Muhammad to the Present, Princeton, Princeton University Press, 2025  (ISBN 9780691263533)

### Ouvrages collectifs
- (en) Christian Perceptions of Islam: A Book of Essays [sous la dir. de], New York, Garland Press, 1996 ; rééd. Routledge, 2000.
- Espaces d'échanges en Méditerranée: Antiquité et Moyen Âge [sous la dir. de], Rennes, Presses Universitaires de Rennes, 2006.
- Culture arabe et culture européenne: l'inconnu au turban dans l'album de famille [sous la dir. de], Paris, L'Harmattan, 2006.
- L’Échange : Actes des journées le lien social [sous la dir. de], Paris, L'Harmattan, 2009.
- Minorités et régulations sociales en Méditerranée médiévale [sous la dir. de], Rennes, Presses Universitaires de Rennes, 2010.
- Enjeux identitaires en mutation: Europe et bassin méditerranéen [sous la dir. de], Berne, Éditions Peter Lang, 2013.
- (en) The Legal Status of Ḏimmī-s in the Islamic West [sous la dir. de], Turnhout, Brepols, 2013[23].
- (en) Religious cohabitation in European towns (10th-15th centuries) [sous la dir. de], Turnhout, Brepols, 2014.
- (en) Jews in Early Christian Law Byzantium and the Latin West (6th-11th centuries) [sous la dir. de], Turnhout, Brepols, 2014.
- (en) Jews and Christians in Medieval Europe: The historiographical legacy of Bernhard Blumenkranz [sous la dir. de], Turnhout, Brepols, 2015.
- (en) Expulsion and Diaspora Formation: Religious and Ethnic Identities in Flux from Antiquity to the Seventeenth Century [sous la dir. de], Turnhout, Brepols, 2015.
- (en) Law and Religious Minorities in Medieval Societies: Between Theory and Praxis [sous la dir. de], Turnhout, Brepols, 2016.
- (en) Religious Minorities, Integration and the State [sous la dir. de], Turnhout, Brepols, 2016.
- (en) Religious Minorities in Christian, Jewish and Muslim Law (5th-15th Centuries) [sous la dir. de], Turnhout, Brepols, 2017.
- Faits religieux et Manuels d'histoire [sous la dir. de], Paris, Arbre bleu, 2018.
- (en) Geneses: A Comparative Study of the Historiographies of the Rise of Christianity, Rabbinic Judaism, and Islam [sous la dir. de], Londres - New York, Routledge, 2019.
- (en) The Latin Qur’an, 1143 - 1500 : Translation, Transition, Interpretation [sous la dir. de], Berlin, De Gruyter, 2022.
- Le Coran européen [sous la dir. de], Paris, Hermann, 2025.

## Distinctions
- Prix Diane Potier-Boès de l'Académie française (2008)[24] ;
- American Endowment for the Humanitie (1995)[6].